# Most Requested Hits
Most Requested Hits es el primer álbum recopilatorio del cantante pop estadounidense Aaron Carter. El álbum no llegó al Top 50 y sólo ha vendido cerca de 50 000 copias hasta la fecha. La compilación incluía pistas del álbum debut de Carter, incluyendo uno de los sencillos más exitosos de Carter en el mundo, "Crush on You".

## Lista de canciones
1. "Aaron's Party (Come Get It)" (B. Kierulf; J. Schwartz) – 4:03
2. "I Want Candy" (Bert Berns; Gerald Goldstein; Richard Gottehrer; Robert Feldman) – 3:40
3. "That's How I Beat Shaq" (B. Kierulf; J. Schwartz) – 3:25
4. "Oh Aaron" (Andy Goldmark; B. Kierulf; J. Schwartz) – 3:17
5. "Not Too Young, Not Too Old" (A. Lindsey; L. Palmer; L. Secon; M. Power; S. Williams; V. Raeburn) – 3:07
6. "I'm All About You" (Andy Goldmark; M. Mueller) – 3:41
7. "Leave it Up to Me" (L. Secon; M. Power) – 2:59
8. "Another Earthquake" (L. Secon; M. Power) – 2:51
9. "To All the Girls" (K. Giola; Rich Cronin; Sheppard) – 3:25
10. "Summertime" (Martin Bushell; N. Cook; Tony Momrelle) – 3:49
11. "Do You Remember" (D. O'Donoghue; M. Sheehan) – 3:57
12. "America A.O." (Alan Ross; L. Secon; M. Power) – 3:29
13. "She Wants Me" (J. Coplan) – 3:43
14. "One Better" (A. Carter; B. Kierulf; J. Schwartz) – 3:29
15. "My Shorty" (A. Theodore; M. Sandlofer) – 3:41
16. "One Better" [Remix] – 3:19

## Sencillos
- "She Wants Me" (con Nick Carter)
- "One Better"